# 摩拉维亚布杰约维采

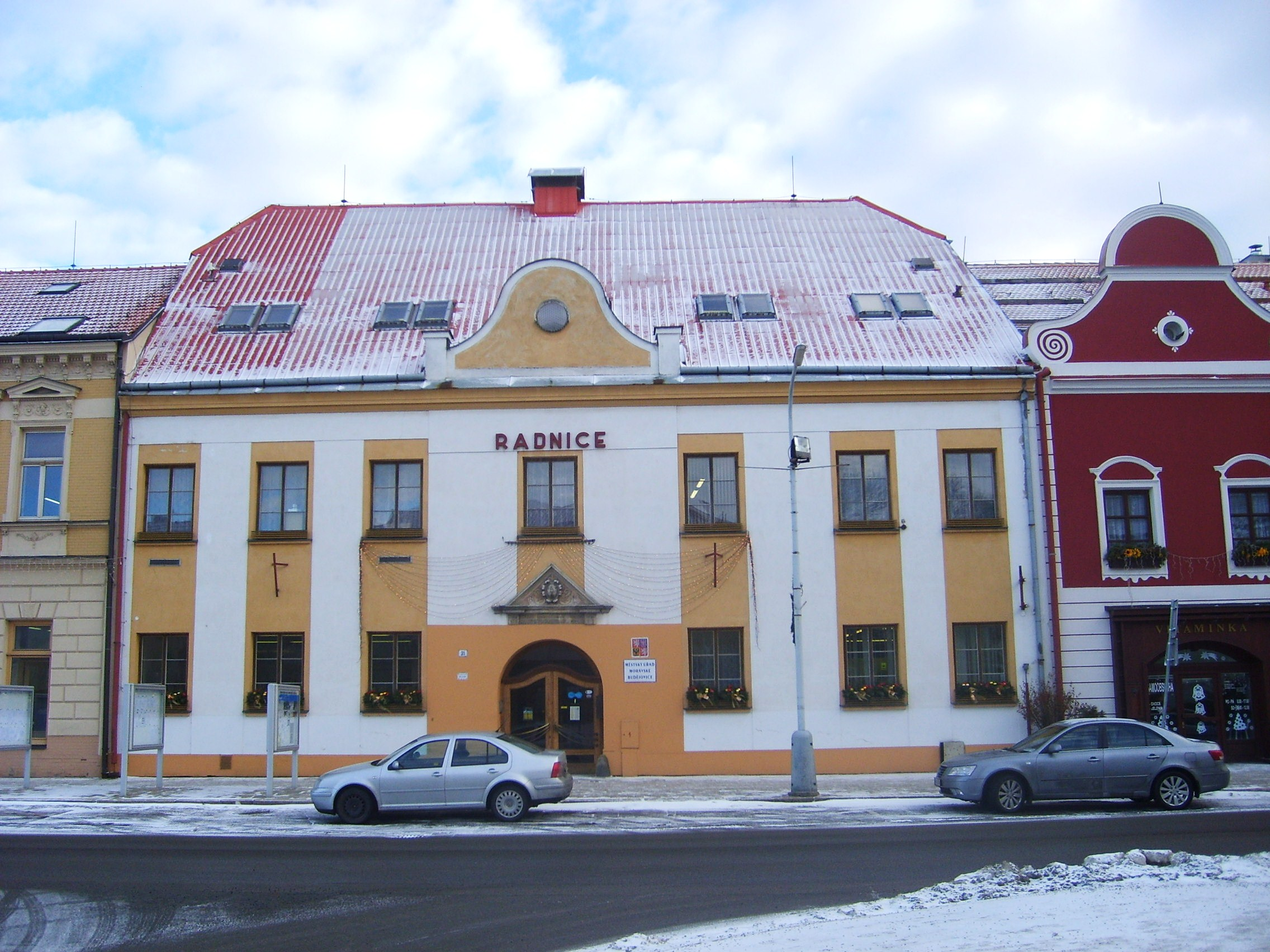

摩拉瓦布傑約維采是捷克的城鎮，位於該國南部，距離特熱比奇19公里，由維索基納州負責管轄，面積37.15平方公里，海拔高度465米，2011年人口7,695。

## 外部連結
- Municipal website (en, cz, de, eo)